# Costică Olaru
Costică Olaru (1º agosto 1960) è un ex canoista rumeno.

## Palmarès

### Olimpiadi
- 1 medaglia:
  - 1 bronzo (Los Angeles 1984 nel C-1 500 m)

### Mondiali
- 2 medaglie:
  - 1 oro (Tampere 1983 nel C-1 500 m)
  - 1 argento (Tampere 1983 nel C-1 1000 m)